# Style Queen Anne

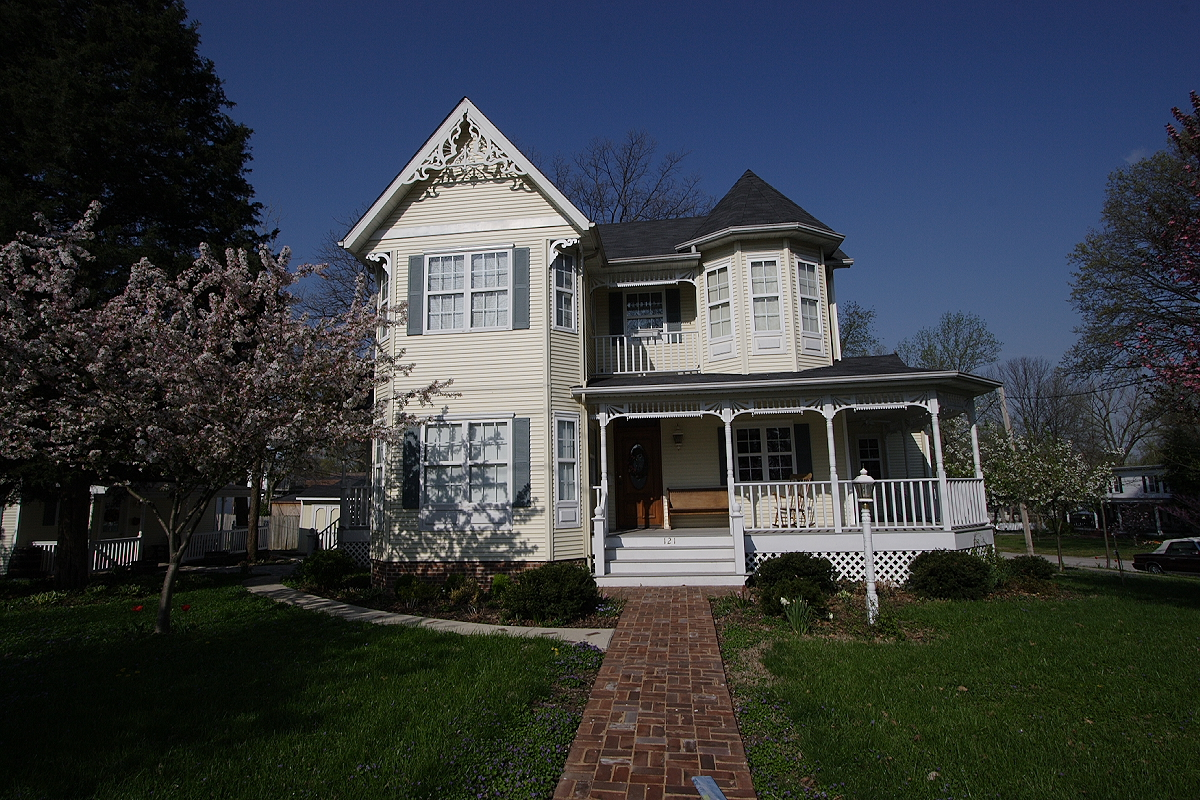
Maison américaine de style Queen Anne à Lebanon dans l'Illinois.

Le style Queen Anne est un style architectural anglo-saxon qui atteignit son apogée dans le dernier quart du XIXe siècle. Il est marqué par l'influence de Richard Norman Shaw, un architecte britannique de la fin de l'époque victorienne. Apparu dans les années 1870, ce style fait revivre les caractéristiques de l'architecture anglaise des XVIIe et XVIIIe siècles dont des éléments datant du règne d'Anne Stuart (1702-1714).